# نزلة دهروط
قرية نزلة دهروط هي إحدى القرى التابعة لمركز مغاغة بمحافظة المنيا في جمهورية مصر العربية. حسب إحصاءات سنة 2006، بلغ إجمالي السكان في نزلة دهروط 3170 نسمة، منهم 1540 رجلا و1630 امرأة.